# Транспортне машинобудування
Тра́нспортне машинобудува́ння — важлива ділянка машинобудування, яка охоплює такі галузі: залізничне машинобудування, суднобудування, автомобільну та авіаційну промисловість. Останні розвинулися щойно після Другої світової війни.
Залізничне машинобудування охоплює ділянки: вагонобудування і вагоноремонтні майстерні, паротягобудування і тепловозобудування. З них в Україні найкраще було розвинене паротягобудування; 1957 його замінило тепловозобудування. Тепер продукуються маґістральні тепловози (зав. у Харкові та Луганську), електровози, різні вантажні вагони (зав. в Кам'янському, Крюкові, Кадіївці), вагони-цистерни (зав. у Жданові), натомість не будують пасажирських вагонів. Між 1965 і 1977 продукція тепловозів зросла в Україні з 25 до 1 278 штук (95,1 % продукції СРСР), а вантажних маґістральних вагонів з 9 700 у 1937 до 17 600 у 1940 і 37 865 у 1977 (52,7 % продукції ССС).
Суднобудування репрезентоване в Україні великими верфами в Миколаєві, Севастополі, Керчі (танкери) та Києві (кораблі річкового флоту).
Автомобільна промисловість. Тепер продукуються різні типи автомобілів: вантажні, легкові, автобуси. Осередки автомобільної промисловості: Львів (зав. автонавантажувачів з 1948 і автобусний з 1957), Кременчук (з 1959; великовантажні автомобілі), Запоріжжя (з 1960); малолітражні автомобілі «Запорожець»), Луцьке (з 1967; вантажно-пасажирські автомобілі), Одеса (причепи до вантажних автомобілів); мотоциклети виробляють у Києві й Харкові. Виробництво автомобілів зазнавало таких змін (у дужках % до всього СРСР):
| ×                   | 1948  | 1960        | 1970           | 1978           |
| Автомобілі          | 1771  | 7 492 (1,4) | 115 667 (12,6) | 203 571 (9,5)  |
| у тому ч.:          |       |             |                |                |
| вантажні й автобуси | 1 771 | 6 955 (1,3) | 28 791 (5,0)   | 43 514 (5,2)   |
| легкові             | —     | 537 (0,4)   | 86,876 (25,2)  | 160 057 (12,2) |

Авіаційна промисловість. Найбільші авіаційні зав. є в Києві й б. Харкова. Київ. зав. (Київ. авіаційне об'єднання) випускає літаки від малого «Пчілка» до гіганта «Антей» (Ан — 22); найбільшими серіями будують Ан — 29, Ан — 24 та найновіший Ан-28 (ці моделі виходили з конструкторського бюра О. Антонова і Харківський зав. (Харківське авіаційне об'єднання) будує особливо потужні літаки типу Ту — 124 та Ту — 134 А, а також військ. літаки. 1954 — 55 він випустив перший реактивний пасажирський літак у світі. Виключно військ. літаки продукує зав. у Таганрозі. В Україні існує велика мережа підсобних зав. і фабрик, що випускають різні деталі літаків та електричне устаткування, а також озброєння літаків. Велике значення в авіаційній промисловості України відограє Запорізький зав. авіаційних двигунів (конструктори П. Швецов, О. Івченко, В. Климов, С. Ізотов, П. Шевченко, А. Люлька та ін.), Інші серії пасажирських і транспортних літаків, що їх виробляють в Україні: Ан — 2, Ан — 24, Ан — 26, Ан — 30, Ту — 104, Ту — 124, Ту — 109; турбоґвинтових та турбовентиляційних двигунів Аі — 20, Аі — 24, Аі — 25 конструкції О. Івченка та його бюра.